# Massimo Bertocchi
Massimo Bertocchi, född 27 september 1985, är en friidrottare från Kanada. Han deltog vid olympiska sommarspelen 2008.